# São Francisco do Piauí
São Francisco do Piauí es un municipio brasileño del estado del Piauí. Se localiza a una latitud 07º15'05" sur y a una longitud 42º32'36" oeste, estando a una altitud de 158 metros. Su población estimada en 2004 era de 6 192 habitantes.
Posee un área de 1428,1 km².